# Port of Miami
| Recensione | Giudizio |
| ---------- | -------- |
| AllMusic   | 2.5      |

Port of Miami è il primo album discografico in studio del rapper statunitense Rick Ross, pubblicato nell'agosto 2006.

## Tracce
1. Intro – 0:24
2. Push It – 3:28
3. Blow (feat. Dre) – 4:10
4. Hustlin' – 4:14
5. Cross That Line (feat. Akon) – 4:33
6. I'm Bad – 3:53
7. Boss (feat. Dre) – 4:40
8. For da Low – 4:21
9. Where My Money (I Need That) – 4:31
10. Get Away (feat. Mario Winans) – 4:06
11. Hit U From the Back (feat. Rodney) – 5:05
12. White House – 4:01
13. Pots and Pans (feat. JRock) – 4:35
14. It's My Time (feat. Lyfe Jennings) – 4:15
15. Street Life (feat. Lloyd) – 4:07
16. Hustlin' (Remix) (feat. Jay-Z & Young Jeezy) – 4:44
17. It Ain't a Problem (feat. Triple C's) – 3:47
18. I'm a G (feat. Lil' Wayne & Brisco) – 4:15
19. Prayer – 4:08

## Classifiche
- Billboard 200 - #1[2]
- R&B Albums - #1[2]